# Дорошева, Наталья Николаевна
Наталья Николаевна Дорошева (род. 1 июня 1970, Алма-Ата, Казахская ССР) — мастер спорта по футболу, полузащитник ЦСК ВВС, тренер «СШВСМ-Кайрат». Является одним из лучших футбольных тренеров Казахстана.

## Биография
Наталья Дорошева начала играть в футбол в Алма-Ате в клубе «Грация». При переезде клуба в Тольятти, а позднее в Самару играла в российском чемпионате.
Н. Дорошева в качестве футболистки стала мастером спорта, трёхкратным чемпионом России, четырёхкратным вице-чемпионом и двукратным бронзовым призёром чемпионата России. Была обладателем Кубка России, выступала в еврокубках.
После окончания игровой карьеры тренировала ряд казахстанских клубов. Достижения в качестве тренера: 2008 г. — 3-е место в первенстве среди молодёжи, 2009—2010 г.г. чемпионка Казахстана, 2009 г. обладатель Кубка Казахстана.
1996 году окончила Академию туризма и спорта, тренер высшей категории РК, имеет лицензию тренера А-диплома УЕФА.
В 2020 году работала детским тренером в Академии Футбола Дмитрия Аленичева (Московская область, Россия) .

## Футбольные достижения
Московская область

### Командные
- Чемпионка России (2): 1993, 1994
- Вице-чемпионка России (2): 1992, 1995
- Обладательница Кубка России (1): 1994

### Личные
- Мастер спорта России

## Достижения

### Клубные
| Клуб             | Сезон            | Чемпионат | Чемпионат | Кубок | Кубок | Еврокубки | Еврокубки | Прочие | Прочие | Всего | Всего |
| Клуб             | Сезон            | Матчи     | Голы      | Матчи | Голы  | Матчи     | Голы      | Матчи  | Голы   | Матчи | Голы  |
| ---------------- | ---------------- | --------- | --------- | ----- | ----- | --------- | --------- | ------ | ------ | ----- | ----- |
| ЦСК ВВС (Самара) | 1993             | ?         | 1         | 4     | 2     | -         | -         | -      | -      | ?     | 3     |
| ЦСК ВВС (Самара) | 1994             | 19        | 4         | -     | -     | -         | -         | -      | -      | 19    | 4     |
| ЦСК ВВС (Самара) | 1995             | 14        | 3         | -     | -     | -         | -         | -      | -      | 14    | 3     |
| ЦСК ВВС (Самара) | Всего            | ?         | 8         | ?     | 2     | -         | -         | -      | -      | ?     | 10    |
| Всего за карьеру | Всего за карьеру | ?         | 8         | ?     | 2     | -         | -         | -      | -      | ?     | 10    |